# Campionati del mondo di ciclismo su pista 2020 - Keirin maschile
La gara di keirin maschile ai Campionati del mondo di ciclismo su pista 2020 si è svolta il 27 febbraio 2020.
Hanno partecipato 28 atleti appartenenti a 17 federazioni. Ogni gara si è disputata sulla distanza di 6 giri.

## Podio
| Pos.    | Atleta            | Nazionalità |
| ------- | ----------------- | ----------- |
| Oro     | Harrie Lavreysen  | Paesi Bassi |
| Argento | Yuta Wakimoto     | Giappone    |
| Bronzo  | Azizulhasni Awang | Malaysia    |

## Risultati

### Primo turno
I primi 2 di ogni batteria si qualificano ai quarti di finale, gli altri vanno ai ripescaggi.

#### Batteria 1
| Posizione | Atleta            | Nazione     | Gap    | Note |
| --------- | ----------------- | ----------- | ------ | ---- |
| 1         | Harrie Lavreysen  | Paesi Bassi |        | Q    |
| 2         | Azizulhasni Awang | Malaysia    | +0.244 | Q    |
| 3         | Stefan Bötticher  | Germania    | +0.386 |      |
| 4         | Shane Perkins     | Russia      | +0.697 |      |
| 5         | Jean Spies        | Sudafrica   | +0.843 |      |

#### Batteria 2
| Posizione | Atleta          | Nazione       | Gap    | Note |
| --------- | --------------- | ------------- | ------ | ---- |
| 1         | Rayan Helal     | Francia       |        | Q    |
| 2         | Jack Carlin     | Gran Bretagna | +0.060 | Q    |
| 3         | Maximilian Levy | Germania      | +0.069 |      |
| 4         | Yudai Nitta     | Giappone      | +0.167 |      |
| 5         | Hersony Canelón | Venezuela     | +0.747 |      |

#### Batteria 3
| Posizione | Atleta              | Nazione       | Gap    | Note |
| --------- | ------------------- | ------------- | ------ | ---- |
| 1         | Jeffrey Hoogland    | Paesi Bassi   |        | Q    |
| 2         | Krzysztof Maksel    | Polonia       | +0.071 | Q    |
| 3         | Jai Angsuthasawit   | Thailandia    | +0.135 |      |
| 4         | Kevin Quintero      | Colombia      | +0.452 |      |
| 5         | Jason Kenny         | Gran Bretagna | +0.500 |      |
| 6         | Juan Peralta Gascon | Spagna        | +0.668 |      |

#### Batteria 4
| Posizione | Atleta            | Nazione       | Gap    | Note |
| --------- | ----------------- | ------------- | ------ | ---- |
| 1         | Sebastien Vigier  | Francia       |        | Q    |
| 2         | Denis Dmitriev    | Russia        | +0.136 | Q    |
| 3         | Theo Bos          | Paesi Bassi   | +0.256 |      |
| 4         | Sergey Ponomaryov | Kazakistan    | +0.407 |      |
| 5         | Edward Dawkins    | Nuova Zelanda | +0.480 |      |
| 6         | Tomoyuki Kawabata | Giappone      | +0.617 |      |

#### Batteria 5
| Posizione | Atleta           | Nazione       | Gap    | Note |
| --------- | ---------------- | ------------- | ------ | ---- |
| 1         | Yuta Wakimoto    | Giappone      |        | Q    |
| 2         | Matthijs Büchli  | Paesi Bassi   | +0.175 | Q    |
| 3         | Sam Webster      | Nuova Zelanda | +0.256 |      |
| 4         | Tomáš Bábek      | Rep. Ceca     | +0.572 |      |
| 5         | Kang Shih-feng   | Taipei cinese | +0.617 |      |
| 6         | Santiago Ramírez | Colombia      | +0.717 |      |

### Ripescaggi primo turno
I primi due di ogni batteria si qualificano ai quarti di finale.

#### Batteria 1
| Posizione | Atleta            | Nazione    | Gap    | Note |
| --------- | ----------------- | ---------- | ------ | ---- |
| 1         | Stefan Bötticher  | Germania   |        | Q    |
| 2         | Sergey Ponomaryov | Kazakistan | +0.056 | Q    |
| 3         | Juan Peralta      | Spagna     | +0.068 |      |
| 4         | Tomáš Bábek       | Rep. Ceca  | +0.261 |      |

#### Batteria 2
| Posizione | Atleta            | Nazione       | Gap    | Note |
| --------- | ----------------- | ------------- | ------ | ---- |
| 1         | Tomoyuki Kawabata | Giappone      |        | Q    |
| 2         | Kang Shih-feng    | Taipei cinese | +0.254 | Q    |
| 3         | Shane Perkins     | Russia        | +0.259 |      |
| 4         | Kevin Quintero    | Colombia      | +0.367 |      |
| 5         | Maximilian Levy   | Germania      | +0.450 |      |

#### Batteria 3
| Posizione | Atleta            | Nazione       | Gap    | Note |
| --------- | ----------------- | ------------- | ------ | ---- |
| 1         | Yudai Nitta       | Giappone      |        | Q    |
| 2         | Jai Angsuthasawit | Thailandia    | +0.052 | Q    |
| 3         | Edward Dawkins    | Nuova Zelanda | +0.246 |      |
| 4         | Santiago Ramírez  | Colombia      | +0.250 |      |
| 5         | Jean Spies        | Sudafrica     | +0.559 |      |

#### Batteria 4
| Posizione | Atleta          | Nazione       | Gap    | Note |
| --------- | --------------- | ------------- | ------ | ---- |
| 1         | Jason Kenny     | Gran Bretagna |        | Q    |
| 2         | Sam Webster     | Nuova Zelanda | +0.073 | Q    |
| 3         | Hersony Canelón | Venezuela     | +0.079 |      |
| 4         | Theo Bos        | Paesi Bassi   | +1.966 |      |

### Quarti di finale
Si qualificano alle semifinali i primi quattro atleti di ogni batteria.

#### Batteria 1
| Posizione | Atleta            | Nazione       | Gap    | Note |
| --------- | ----------------- | ------------- | ------ | ---- |
| 1         | Harrie Lavreysen  | Paesi Bassi   |        | Q    |
| 2         | Sébastien Vigier  | Francia       | +0.013 | Q    |
| 3         | Sergey Ponomaryov | Kazakistan    | +0.071 | Q    |
| 4         | Jack Carlin       | Gran Bretagna | +0.080 | Q    |
| 5         | Tomoyuki Kawabata | Giappone      | +0.101 |      |
| 6         | Sam Webster       | Nuova Zelanda | +0.483 |      |

#### Batteria 2
| Posizione | Atleta            | Nazione       | Gap    | Note |
| --------- | ----------------- | ------------- | ------ | ---- |
| 1         | Matthijs Büchli   | Paesi Bassi   |        | Q    |
| 2         | Yuta Wakimoto     | Giappone      | +0.001 | Q    |
| 3         | Rayan Helal       | Francia       | +0.100 | Q    |
| 4         | Jason Kenny       | Gran Bretagna | +2.405 | Q    |
| –         | Krzysztof Maksel  | Polonia       | DNF    | DNF  |
| –         | Jai Angsuthasawit | Thailandia    | DNF    | DNF  |

DNF = Prova non completata

#### Batteria 3
| Posizione | Atleta            | Nazione       | Gap    | Note |
| --------- | ----------------- | ------------- | ------ | ---- |
| 1         | Yudai Nitta       | Giappone      |        | Q    |
| 2         | Azizulhasni Awang | Malaysia      | +0.153 | Q    |
| 3         | Jeffrey Hoogland  | Paesi Bassi   | +0.199 | Q    |
| 4         | Stefan Bötticher  | Germania      | +0.212 | Q    |
| 5         | Denis Dmitriev    | Russia        | +0.260 |      |
| 6         | Kang Shih-feng    | Taipei cinese | +0.294 |      |

### Semifinali
Si qualificano per la finale i primi tre atleti di ogni batteria, gli altri si qualificano per la finale di consolazione.

#### Batteria 1
| Posizione | Atleta            | Nazione       | Gap    | Note |
| --------- | ----------------- | ------------- | ------ | ---- |
| 1         | Yuta Wakimoto     | Giappone      |        | Q    |
| 2         | Sergey Ponomaryov | Kazakistan    | +0.477 | Q    |
| 3         | Harrie Lavreysen  | Paesi Bassi   | +0.480 | Q    |
| 4         | Jason Kenny       | Gran Bretagna | +0.481 |      |
| 5         | Sébastien Vigier  | Francia       | +0.702 |      |
| 6         | Jeffrey Hoogland  | Paesi Bassi   | +0.762 |      |

#### Batteria 2
| Posizione | Atleta            | Nazione       | Gap    | Note |
| --------- | ----------------- | ------------- | ------ | ---- |
| 1         | Azizulhasni Awang | Malaysia      |        | Q    |
| 2         | Stefan Bötticher  | Germania      | +0.234 | Q    |
| 3         | Jack Carlin       | Gran Bretagna | +0.239 | Q    |
| 4         | Matthijs Büchli   | Paesi Bassi   | +0.316 |      |
| 5         | Yudai Nitta       | Giappone      | +0.416 |      |
| 6         | Rayan Helal       | Francia       | +1.232 |      |

### Finali

#### Finale di consolazione
| Posizione | Atleta           | Nazione       | Gap    | Note |
| --------- | ---------------- | ------------- | ------ | ---- |
| 7         | Jeffrey Hoogland | Paesi Bassi   |        |      |
| 8         | Jason Kenny      | Gran Bretagna | +0.082 |      |
| 9         | Rayan Helal      | Francia       | +0.868 |      |
| 10        | Sébastien Vigier | Francia       | +3.278 |      |
| –         | Matthijs Büchli  | Paesi Bassi   | REL    | REL  |
| –         | Yudai Nitta      | Giappone      | REL    | REL  |

REL = Relegato (retrocesso) 

#### Finale per l'oro
| Posizione | Atleta            | Nazione       | Gap    | Note |
| --------- | ----------------- | ------------- | ------ | ---- |
| 1         | Harrie Lavreysen  | Paesi Bassi   |        |      |
| 2         | Yuta Wakimoto     | Giappone      | +0.036 |      |
| 3         | Azizulhasni Awang | Malaysia      | +0.108 |      |
| 4         | Jack Carlin       | Gran Bretagna | +0.348 |      |
| 5         | Stefan Bötticher  | Germania      | +0.668 |      |
| 6         | Sergey Ponomaryov | Kazakistan    | +1.148 |      |